# Petrovice (district de Třebíč)
Pour les articles homonymes, voir Petrovice.
Petrovice (en allemand : Petrowitz) est une commune du district de Třebíč, dans la région de Vysočina, en République tchèque. Sa population s'élevait à 415 habitants en 2024.

## Géographie
Petrovice se trouve à 7 km à l'ouest-nord-ouest du centre de Třebíč, à 23 km au sud-sud-est de Jihlava et à 137 km au sud-est de Prague.
La commune est limitée par Přibyslavice au nord-ouest, par Nová Ves au nord, par Třebíč à l'est, par Krahulov et Hvězdoňovice au sud, et par Okříšky à l'ouest.

## Histoire
La première mention écrite de la localité date de 1224.

## Transports
Par la route, Petrovice se trouve à 9 km de Třebíč, à 25 km de Jihlava et à 156 km de Prague.